# Военный контингент Сингапура в Ираке
Военный контингент Сингапура в Ираке — сводное подразделение вооружённых сил Сингапура, принимавшее участие в войне в Ираке.

## История
Сингапур присоединился к антииракской коалиции весной 2003 года. В конце 2003 года первые военнослужащие были отправлены на Ближний Восток. В феврале 2004 года первое подразделение (один транспортный самолёт C-130J и 31 военнослужащий) прибыло на территорию Ирака, но уже 5 апреля 2004 года они были выведены из Ирака и участие Сингапура в войне в Ираке было завершено.
Позднее Сингапур возобновил участие в операции - в Ирак был направлен один военнослужащий.
15 декабря 2011 года США объявили о победе и официальном завершении Иракской войны, однако боевые действия в стране продолжались.
В июне 2014 года боевики "Исламского государства" начали масштабное наступление на севере Ирака, после чего положение в стране осложнилось. 29 июня 2014 года на занятых ИГИЛ территориях Ирака был провозглашен халифат. 5 сентября 2014 года на саммите НАТО в Уэльсе глава государственного департамента США Джон Керри официально обратился к главам стран-союзников с призывом присоединиться к борьбе с ИГИЛ. 22-23 сентября 2014 года США стали наносить авиаудары по занятым ИГИЛ районам Ирака.
Сингапур присоединился к участию в этой операции в 2014 году. В сентябре 2015 года группа военнослужащих Сингапура (офицеры связи и группа анализа спутниковых снимков) начала работу в объединённом штабе на территории Кувейта. Кроме того, для участия в операции был выделен один самолёт-заправщик KC-135R военно-воздушных сил Сингапура.
2 августа 2016 года на пресс-конференции в Вашингтоне после встречи с президентом США Б. Обамой премьер-министр Ли Сяньлун сообщил, что Сингапур отправит в Ирак военных медиков. В этот же день это намерение официально подтвердил министр обороны Сингапура - который уточнил, что в Ирак отправят группу медиков и отряд военнослужащих ADF из состава батальона быстрого реагирования для их охраны.
Изначально планировалось, что первые военнослужащие Сингапура прибудут в Ирак в начале 2017 года - после выделения финансирования, создания подразделения и завершения подготовки личного состава. В октябре 2016 года был подписан меморандум о взаимопонимании с Австралией, разрешившей проводить тренировки военнослужащих Сингапура на территории Австралии (в климатических условиях, соответствовавших климату Ирака). В итоге, подразделение Сингапура прибыло в Ирак в июне 2017 года на самолёте С-130 ВВС США и было размещено на военной базе вместе с военнослужащими из англоязычных стран.
В марте 2018 года было объявлено о намерении увеличить участие Сингапура в операции - было предложено отправить в Ирак группу военных инструкторов (которые должны обучать иракские войска совместно с военнослужащими Австралии), инженерно-сапёрное подразделение (которое должно обучать иракских сапёров совместно с военнослужащими Великобритании) и дополнительный военно-медицинский персонал.

## Результаты
В общей сложности (с учётом персонала, участвовавшего в снабжении и тыловом обеспечении коалиционных войск), в 2003-2004 гг. в операции участвовали 160 военнослужащих Сингапура; дополнительное количество задействовано с 2015 года. Потерь среди них за время участия в операции не имелось. Сведений о расходах Сингапура на участие в операции не имеется[уточнить].